# The Future of Food
The Future of Food (en català "El futur del menjar") és un documental nord-americà de 2004 que fa una investigació en profunditat sobre patentats i sense etiquetar productes alimentaris alterats genèticament que han anat entrant silenciosament a les botigues de queviures nord-americanes des de la dècada passada.
Mostra l'opinió d'agricultors en desacord amb la indústria alimentària i detalla l'impacte en les seves vides i aliments d'aquesta nova tecnologia i fa brillar una llum al mercat i forces polítiques que estan canviant el que mengem.
El film critica el cost de la indústria alimentària globalitzada en les vides humanes del voltant del món i subratlla com companyies internacionals estan gradualment conduint als agricultors fora de les seves terres a molts països. La dependència potencial de manera global de la raça humana d'un nombre limitat d'empreses alimentàries globals és discutida, així com el seu risc incrementat de desastres ecològics com la Gran Fam Irlandesa (1845-1849), resultants de la perduda de biodiversitat a causa de la promoció d'una agricultura de monocultius esponsoritzada per les corporacions.
El fet d'incorporar tecnologia Terminator en llavors de plantes és qüestionat, expressant dades concernents sobre el potencial per expandir catàstrofes afectant les fonts d'aliments, així com els gens contaminats afecten altres plantes salvatges. Les històries legals reportades pel documental relaten com un nombre de grangers d'Amèrica del Nord han estat demandats per Monsanto Company; i s'entrevista el demandat del cas Monsanto Canada Inc. contra Schmeiser.
El guió i la direcció del documental és de Deborah Koons, que també el va produir al costat de Catherine Butler i Deborah Koons. Va ser estrenat el 14 de setembre de 2005 a Nova York al Film Forum. Des de llavors s'ha editat en DVD, en format tant NTSC com PAL.